# Kutine
Kutine (cyr. Кутине) – wieś w Bośni i Hercegowinie, w Republice Serbskiej, w gminie Kalinovik. W 2013 roku liczyła 3 mieszkańców.